# Vũ Ngọc Riềm
Vũ Ngọc Riềm là Thiếu tướng Công an nhân dân Việt Nam. Ông nguyên là Phó Tư lệnh Bộ Tư lệnh Cảnh sát Cơ động (Việt Nam).

## Tiểu sử
Năm 2008, 2009, Vũ Ngọc Riềm là Thượng tá, Trung đoàn trưởng Trung đoàn Cảnh sát cơ động miền Trung Tây Nguyên.
Tháng 10 năm 2013, Vũ Ngọc Riềm là Đại tá, Trung đoàn trưởng Trung đoàn Cảnh sát cơ động Tây Nguyên.
Tháng 9 năm 2015, Vũ Ngọc Riềm là Thiếu tướng Công an nhân dân Việt Nam, Phó Tư lệnh Cảnh sát Cơ động, Phó Trưởng ban chỉ đạo diễn tập "Phương án phòng chống thiên tai, bão lũ, tìm kiếm cứu nạn và bảo đảm an ninh trật tự tại địa bàn tỉnh Thừa Thiên Huế".
Tháng 11 năm 2017, Vũ Ngọc Riềm là Thiếu tướng, Phó Tư lệnh Bộ Tư lệnh Cảnh vệ, tham gia bảo vệ Tuần lễ cấp cao APEC tại Việt Nam.
Tháng 11 năm 2018, Vũ Ngọc Riềm là Thiếu tướng, Phó Tư lệnh cơ quan thường trực, Bộ tư lệnh Cảnh sát cơ động.